# Pan de mujer
El pan de vieja, también llamado pan de mujer, es un pan típico de la gastronomía mexicana. Se originó en Sinaloa, en el área de Guasave, y más tarde fue llevado a otras ciudades del estado como Carboneras, Culiacán, Los Mochis, Mocorito, entre muchas otras. Este pan también se elabora en los estados de Sonora y Baja California, en este último traído por gente originaria de Sinaloa y Sonora. Popularmente, su nombre da lugar a varias numerosas bromas; una teoría es que se llame así porque su receta carece de huevos. Otra, porque se suele rellenar con piloncillo (aquí llamado «panocha», nombre vulgar para la genitalia femenina).